# West Delhi (distrikt)
West Delhi  er et distrikt i det indiske nationale hovedstadsterritorium Delhi.

## Demografi
Ved folketællingen i 2011 var der 2,531,583 indbyggere i distriktet, mod 2,128,908 i 2001. Den urbane befolkningen udgør 99,75 % af befolkningen.
Børn i alderen 0 til 6 år udgjorde 11,17 % ved folketællingen i 2011 mod 13,61 % i 2001. Antallet af piger i den alder per tusinde drenge er 867 i 2011 mod 859 i 2001. 